# 이냐키 사에스
호세 이그나시오 "이냐키" 사에스 루이스(스페인어: José Ignacio "Iñaki" Sáez Ruiz, 1943년 4월 23일, 바스크 지방 빌바오 ~)는 스페인의 전 축구 수비수이자 감독이다.
그는 현역 프로 선수 시절 주로 아틀레틱 빌바오에서 활약했고, 이후 현역 시절에 활약했던 구단의 다양한 연령대 부서 감독으로 역임해, 모 구단의 소속으로 300경기 넘게 나왔다.
아틀레틱 외에 2개 구단의 지휘봉을 잡았던 사에스는 스페인 국가대표팀 감독으로도 역임해 2년을 지도했고, UEFA 유로 2004 당시 사령탑을 맡았다.

## 선수 경력
바스크 지방 빌바오 출신인 사에스는 1962년 이웃 구단 바라칼도에서 지역의 거함 아틀레틱 빌바오로 이적했다. 그는 처음 2시즌 도합 46번의 라리가 경기에 출전했지만, 이어지는 3시즌 동안 부상으로 도합 20경기에 출전하는 데에 그쳤다.
완전히 회복한 사에스는 1967년에서 1974년까지 주전으로 정기 출전하여 사자 군단이 2차례 코파 델 레이를 우승하는 데에 도왔고, 31세의 나이에 소속 구단 경기에 350번 가까이 출전하고 은퇴하였다. 그는 루이스 마리아 에체베리아, 헤수스 아랑구렌, 그리고 수문장 호세 앙헬 이리바르와 함께 빌바오의 전설적인 수비진을 구성한 수비수였다.
사에스는 1968년의 한 달 동안 스페인 국가대표팀 경기에 3차례 출전하였는데, 첫 경기와 3번째 경기는 모두 잉글랜드와의 경기로, 이 두 번의 UEFA 유로 1968 예선전 경기에서 모두 패하였다. (런던에서 0-1, 마드리드에서 1-2)

## 감독 경력

### 클럽
사에스는 불과 32세의 나이에 감독으로 입문하게 되었는데, 아틀레틱 빌바오의 유소년부 감독을 5년 역임했다. 1980-81 시즌, 오스트리아 출신 헬무트 제네코비치 감독이 해임된 후, 그는 지휘봉을 잡아 소속 구단을 리그 9위로 마감케 하고는 2군 감독으로 물러나, 1983년에 2군의 세군다 디비시온 복귀를 이룩하였다.
사에스는 1985-86 시즌에 시즌 13경기를 남겨 놓고 하비에르 클레멘테의 1군 바통을 이어받아 그 해 리그를 레알 마드리드와 바르셀로나에 이어 3위로 마쳤다. 이어지는 4시즌 동안, 그는 2부 리그에 속한 2군의 감독을 맡다가 1990-91 시즌 중반 또다시 클레멘테를 대신해 1군 감독을 맡다가 이듬해에 23라운드가 끝나고 빌바오가 강등권과 2점차 밖에 나지 않는 상황에 해임되었다.
3부 리그에 속해있던 라스 팔마스 감독직을 2차례 맡은 후, 사에스는 1996년 3월 중순에 베니토 플로로를 경질했던 1부 리그의 알바세테의 감독이 되었고, 첫 경기인 레알 마드리드와의 원정 경기에서 0-2로 패하고 시즌을 플레이오프전 끝에 강등으로 마감했다.

### 스페인
1996년 여름, 사에스는 스페인 U-21 국가대표팀 감독으로 임명되어 2년 후에 그리스를 꺾고 UEFA U-21 축구 선수권 대회를 우승하였다. 같은 시기 U-20 국가대표팀 감독도 맡아 나이지리아에서 열린 1999년 FIFA U-20 월드컵에서도 우승을 거두었다.
2002년, 사에스는 호세 안토니오 카마초의 후임으로 성인 대표팀 감독에 임명되었지만, 조별 리그에서 탈락한 UEFA 유로 2004까지 역임하는데 그쳤고, 이 기간 동안 23경기를 치러 15승 6무 2패를 기록하였다.
이후, 사에스는 U-21 국가대표팀 감독으로 복귀한 후, 2008년에 65세의 나이로 축구계에서 은퇴하였다.

## 수상

### 선수
아틀레틱 빌바오
- 코파 델 헤네랄리시모
  - 우승: 1969, 1972–73
  - 준우승: 1965–66, 1966–67

### 감독
빌바오 아슬레틱
- 세군다 디비시온 B: 1982–83, 1988–89

스페인 U-18
- UEFA 축구 선수권 대회 3위: 1997

스페인 U-19
- UEFA 축구 선수권 대회: 2002[11]

스페인 U-20
- FIFA U-20 월드컵: 1999

스페인 U-21
- UEFA 축구 선수권 대회
  - 우승: 1998
  - 3위: 2000

스페인 U-23
- 하계 올림픽 은메달: 2000